# Herman Schoonderwalt
Herman Schoonderwalt (Eindhoven, 23 december 1931 - Bosch en Duin, 15 juni 1997) was een Nederlandse jazz-saxofonist, -klarinettist en -componist, en bigbandleider.

## Biografie
Schoonderwalt speelde klarinet in een harmonieorkest en daarna in een dixielandorkest, voordat hij de overstap naar de moderne jazz maakte. In 1954 toerde hij, inmiddels saxofonist, met Ado Broodboom in Zweden en in 1955 nam hij als lid van de Dutch All Stars op voor Columbia. Ook maakte hij in die tijd opnames met zijn eigen groep voor de Philips-serie Jazz Behind the Dikes. Hij speelde korte tijd bij het orkest van Bob van Waasdijk en werd aan het eind van de jaren vijftig lid van de swingband The Millers. Hij maakte onder meer opnames met Rita Reys en Pim en Ruud Jacobs. Ook speelde hij mee met de Rhythme All Stars, waarvan drie ep's verschenen. 
Vanaf 1961 was hij lid van de bigband van Boy Edgar. In 1962 was Herman Schoonderwalt actief in de groep van Rolf Kühn, met opnamen van het niet uitgebrachte album Stop Time! en het album Featuring Klaus Doldinger, beide uit Hamburg.
In 1963 won hij de Wessel Ilcken Prijs. Hij maakte in april 1964 een plaat onder eigen naam, The Winner, en had in de jaren daarna een groep met Frans Elsen en Cees Smal, het Hobby Orkest. Hij werkte in orkesten die voor radio en televisie speelden en componeerde en arrangeerde diverse herkenningsmelodieën (zoals voor de programma's Hadimassa, De Stratemakeropzeeshow en Twee voor twaalf). Ook begon Schoonderwalt een eigen kwartet. In 1970 maakte hij opnames met Ben Webster (met verder onder anderen Cees Slinger en John Engels) en in 1972 speelde hij mee op een plaat van drummer Charly Antolini, In the Groove. In 1975 speelde hij met Red Rodney in Nick Vollebregt's Jazzcafé in Laren. Ook dat verscheen op plaat. Verder werkte hij met onder meer Dizzy Gillespie en begeleidde hij Mel Tormé en Astrud Gilberto. 
In Nederland werkte hij in de jaren zeventig veel voor Nederlandstalige artiesten en cabaretiers, waaronder Jenny Arean en Frans Halsema (Vluchten kan niet meer), Astrid Nijgh, het Simplisties Verbond, Drs. P en Tonny Eyk en popartiesten, zoals de groep Jackpot en Mike Rondell. Op zijn eigen albums speelde hij vanaf die tijd alleen maar easy-listeningmuziek. In 1986 werd hij de leider van de Skymasters, wat hij tot 1996 zou blijven. Voor het Metropole Orkest en de Netherlands Concert Jazz Band was hij actief als arrangeur. 

## Discografie
- The Winner, Philips, 1964; heruitgave op cd 2017
- Everywhere You Go, Negram
- Saximental Journey Polydor, 1973
- Romantic, Omega, 1976
- Sounds of Silence, Promotion Pictures, 1993
- The Romantic Sax Album, A Brilliant Compact Dic, 1995/1996